# Darius Elias
Pour les articles homonymes, voir Elias.
Darius Mortimer Elias est un homme politique (yukonnais) canadien. Il est le député représentant de la circonscription de Vuntut Gwitchin à l'Assemblée législative du Yukon.
De 2011 à 2012, il est chef par intérim du Parti libéral du Yukon à la suite de la démission d'Arthur Mitchell, après qu'il fut défait à l'élection générale yukonnais du 11 octobre 2011.
Le 17 août 2012, il quitte son parti et il siège comme député Indépendant. Le 8 juillet 2013, il décide de rejoindre du caucus du gouvernement du Parti du Yukon.
Il est le fils de l’ancienne députée néo-démocrate de la même circonscription, Norma Kassi (en).